# Clyde (Dakota del Norte)
Clyde es una comunidad no incorporada en el condado de Cavalier en Dakota del Norte, Estados Unidos. Según los informes, Clyde tenía una población de seis residentes en 2002 y, a veces, se lo considera un pueblo fantasma. El GNIS sí lo clasifica como un lugar con población.

## Historia
Clyde fue diseñada en 1905 y recibió su nombre del río Clyde, en Escocia, la tierra natal de una parte de los primeros colonos. Una oficina de correos llamada Clyde se estableció en 1905 y permaneció en funcionamiento hasta 1965.